# Richard Bluff
Richard Bluff é um supervisor de efeitos visuais estadunidense. Foi indicado ao Oscar de melhores efeitos visuais na edição de 2017 pelo filme Doctor Strange. Dentre seus trabalhos mais reconhecidos, também estão The Big Short, Avatar e Transformers.